# USS Philippine Sea (CV-47)
USS Philippine Sea (CV/CVA/CVS-47, AVT-11) là một trong số 24 tàu sân bay thuộc lớp Essex được chế tạo cho Hải quân Hoa Kỳ trong Chiến tranh Thế giới thứ hai, và là chiếc tàu chiến đầu tiên của Hải quân Mỹ được đặt cái tên này để kỷ niệm Trận chiến biển Philippine vào năm 1944. Philippine Sea được đưa ra hoạt động vào tháng 5 năm 1946, quá trễ để có thể phục vụ cho Thế Chiến II. Nó trải qua những năm đầu tiên phục vụ chủ yếu tại Đại Tây Dương, vùng biển Caribbe và Địa Trung Hải, nhưng cũng từng được bố trí những nhiệm vụ đặc biệt tại biển Bắc Cực và Nam Cực. Nó gia nhập Hạm đội Thái Bình Dương vào năm 1950, và đã phục vụ tích cực trong cuộc Chiến tranh Triều Tiên, được tặng thưởng chín Ngôi sao Chiến trận. Vào đầu những năm 1950 nó được xếp lại lớp như một tàu sân bay tấn công CVA, rồi thành một tàu sân bay chống tàu ngầm CVS. Nó phục vụ cho đến cuối cuộc đời hoạt động tại khu vực Thái Bình Dương.
Không giống như những con tàu chị em khác cùng lớp, Philippine Sea không nhận được sự nâng cấp lớn đáng kể nào, nên trong suốt quãng đời hoạt động của mình vẫn giữ lại dáng dấp cổ điển của một tàu sân bay lớp Essex thời Thế Chiến II. Nó được cho xuất biên chế vào năm 1958, và đang khi nằm trong thành phần dự bị được tái xếp lớp như một tàu vận chuyển máy bay AVT. Nó bị bán để tháo dỡ vào năm 1971.

## Thiết kế và chế tạo
Philippine Sea là một tàu sân bay dạng thân dài thuộc phân lớp Ticonderoga trong lớp Essex. Nó được đặt lườn vào ngày 19 tháng 8 năm 1944 bởi hãng Bethlehem Steel Company tại Quincy, Massachusetts. Nó được hạ thủy vào ngày 5 tháng 9 năm 1945; được đỡ đầu bởi bà Albert B. Chandler; phu nhân Thượng nghị sĩ Albert Benjamin Chandler thuộc tiểu bang Kentucky, và được cho nhập biên chế vào ngày 11 tháng 5 năm 1946 dưới quyền chỉ huy của hạm trưởng, Đại tá Hải quân Delbert Strother Cornwell.

## Lịch sử hoạt động

### 1946-1950
Vào tháng 6 năm 1946, Philippine Sea đi đến Quonset Point, Rhodes Island tiến hành các huấn luyện ban đầu cho thủy thủ đoàn. Đến tháng 9, nó bắt đầu chuyến đi chạy thử máy tại khu vực Caribbe cùng với Liên đội Không lực 20 trên tàu. Ngay sau khi quay về từ chuyến đi thực tập thử máy, chiếc tàu sân bay được lệnh đi đến Boston chuẩn bị cho chuyến thám hiểm Nam Cực của Hải quân, Chiến dịch Highjump. Vào ngày 29 tháng 1 năm 1947, tại khu vực Nam Cực ở Nam Thái Bình Dương, Chuẩn Đô đốc Richard E. Byrd cùng nhóm của ông được chuyển từ tàu để bắt đầu các cuộc thám hiểm của họ từ Little America.
Trong thời gian còn lại của năm 1947, Philippine Sea hoạt động ngoài khơi bờ biển Đại Tây Dương và khu vực Caribbe. Sang mùa Xuân năm 1948, chiếc tàu sân bay được bố trí sang Địa Trung Hải để gia nhập Đệ Lục hạm đội dưới quyền chỉ huy của Phó đô đốc Forrest Sherman. Với Liên đội Không lực 9 được phối thuộc trên tàu, nó đã biểu dương lực lượng tại Pháp, Hy Lạp, Thổ Nhĩ Kỳ và Sicilia. Vào tháng 6 năm 1948, chiếc tàu chiến quay trở về Hoa Kỳ. Mùa Hè năm đó, nó tham gia phát triển học thuyết về trợ giúp tiếp cận hạ cánh áp dụng trên tàu sân bay, và vào tháng 11, nó di chuyển lên rìa vòng Bắc Cực cho chuyến đi trong thời tiết lạnh giá để thử nghiệm máy bay và thiết bị.
Vào tháng 1 năm 1949, con tàu một lần nữa được bố trí sang Địa Trung Hải với Liên đội Không lực 7 được phối thuộc trên tàu. Quay trở về vào cuối tháng 5, chiếc tàu sân bay đi vào Xưởng hải quân Boston để đại tu, và sau khi hoàn tất vào đầu mùa Thu, nó chạy thử máy tại vùng biển Caribbe với Liên đội Không lực 1 phối thuộc trên tàu. Các dự án phát triển tác chiến cùng với máy bay chiến đấu phản lực và các cuộc tập trận cùng lực lượng đặc nhiệm tại khu vực Bắc Đại Tây Dương kéo dài cho đến hết năm.
Hoạt động từ căn cứ của nó ở Quonset Point, Philippine Sea trải qua mùa Đông năm 1950 tiến hành chuẩn nhận phi công tàu sân bay, và từ giữa tháng 2 cho đến gần hết tháng 3 đã tham gia các cuộc tập trận hạm đội tại Đại Tây Dương và Caribbe. Trong tháng 4 và tháng 5, chiếc tàu sân bay tiến hành những chuyến đi thao diễn cho những vị khách của Bộ Hải quân, Đại học Công nghiệp Vũ trang, Đại học Chiến tranh Không quân và Đại học Tham mưu Quân đội. Đến ngày 24 tháng 5, Philippine Sea khởi hành từ Norfolk, Virginia, băng qua kênh đào Panama để đi đến cảng nhà mới tại San Diego, California, trở thành một đơn vị của Hạm đội Thái Bình Dương.

### Chiến tranh Triều Tiên
Khi Chiến tranh Triều Tiên bùng nổ, Philippine Sea được lệnh đi đến Trân Châu Cảng, và đã khởi hành đi sang vùng biển Hawaii vào ngày 5 tháng 7 năm 1950 với Liên đội Không lực 11 phối thuộc trên tàu. Nó rời Trân Châu Cảng vào ngày 24 tháng 7 hướng sang khu vực chiến sự, đi đến Okinawa vào ngày 4 tháng 8, rồi lại lên đường vào ngày 5 tháng 8 trong vai trò soái hạm của Lực lượng Đặc nhiệm 77, và hướng đến vùng biển ngoài khơi Triều Tiên. Chiếc tàu sân bay tung ra các cuộc không kích cho đến 140 phi vụ mỗi ngày, ném hàng ngàn tấn bom, rocket và bom napalm xuống các mục tiêu chiến lược. Trừ thời gian rút lui về hậu phương để tái vũ trang, tiếp nhiên liệu hay sửa chữa, Philippine Sea đã hoạt động liên tục tại vùng chiến sự.
Hoạt động cùng với các tàu sân bay khác của Lực lượng Đặc nhiệm 77, nó tấn công các tuyến đường sắt và các trung tâm liên lạc trải từ Seoul đến Wonsan trong tháng 9. Tại khu vực biển Hoàng Hải, nó giúp vào việc phá hủy các công trình phòng thủ dọc bờ biển tại khu vực phụ cận Inchon, và khi đến ngày D 15 tháng 9, ngày tiến hành cuộc cuộc đổ bộ lên Inchon, máy bay của nó đã không kích sâu vào trong đất liền ngăn chặn mọi nỗ lực chuyển quân tiếp viện của đối phương. Sau trận Inchon, nó tiếp tục hỗ trợ gần mặt đất cho đòn tấn công sâu vào đất liền đến tận Seoul.

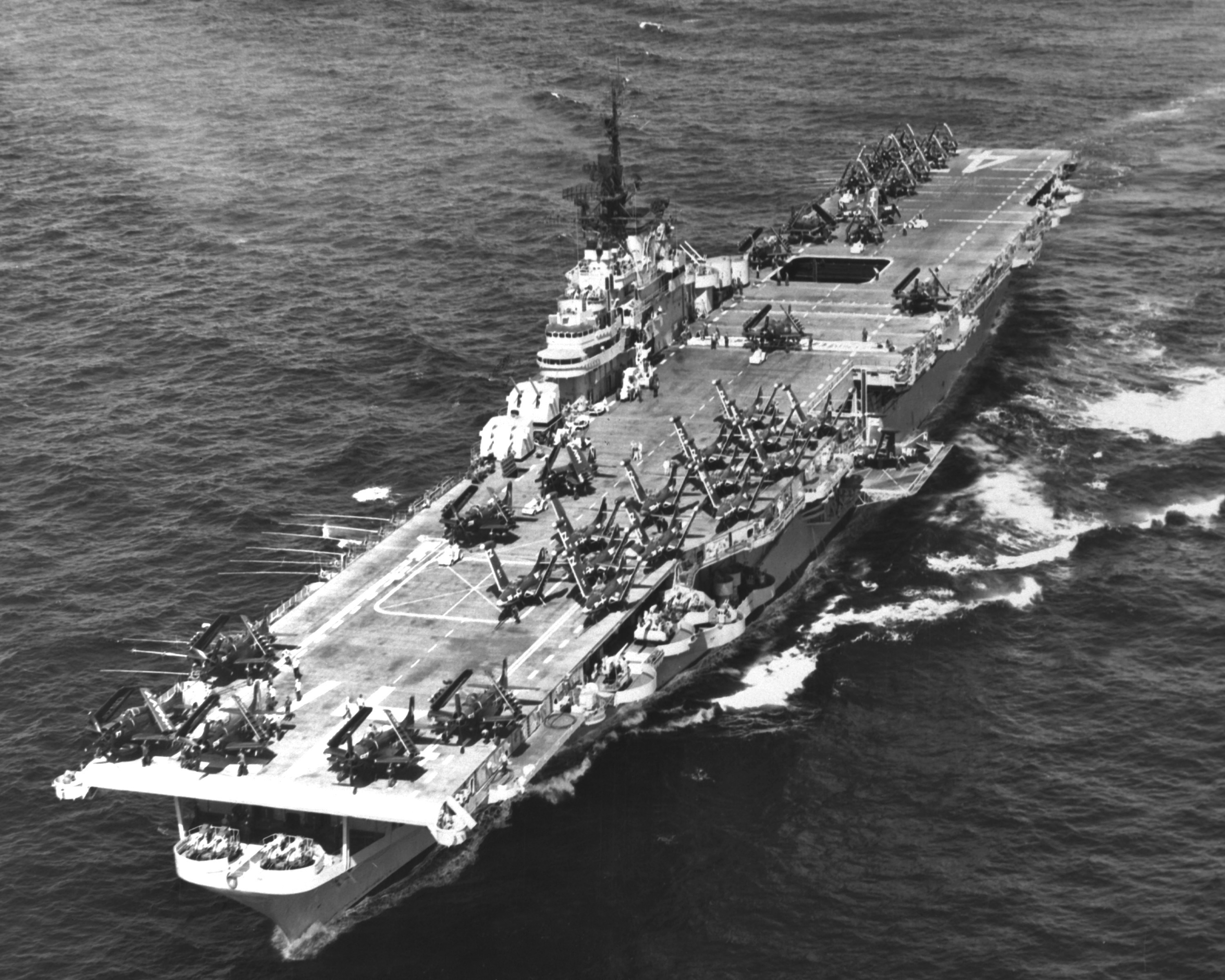
Philippine Sea vào ngày 3 tháng 5 năm 1953 với máy bay của Liên đội Không lực 9

Hai tháng sau đó, khi lực lượng Chí nguyện quân Trung Quốc tham chiến, bất ngờ vượt qua sông Áp Lục và đẩy lui lực lượng Liên Hợp Quốc xuống phía Nam, máy bay của Philippine Sea đã phải hoạt động tối đa nhằm bảo vệ cho cuộc triệt thoái của lực lượng bị đối phương áp đảo về số lượng. Những máy bay phản lực F9F Panther, máy bay cường kích A-1 Skyraider và máy bay tiêm kích Vought F4U Corsair đã liên tục thực hiện những phi vụ hỗ trợ binh lính Thủy quân Lục chiến bị bao vây rút lui về Hungnam, nơi Philippine Sea cùng các tàu sân bay khác cung cấp sự bảo vệ trên không, và bảo vệ cho việc di tản 150.000 binh lính và thường dân bằng đường biển.
Đi đến Yokosuka, Nhật Bản vào cuối tháng 3 năm 1951 để nghỉ ngơi và sửa chữa, Philippine Sea tráo đổi Liên đội Không lực 11 với Liên đội Không lực 2 của tàu sân bay Valley Forge (CV-45); cũng trong ngày trao đổi 28 tháng 3, nó trở thành soái hạm của Phó đô đốc H. M. Martin, Tư lệnh Đệ Thất hạm đội. Khởi hành từ biển Nhật Bản vào tháng 4, Philippine Sea dẫn đầu Lực lượng Đặc nhiệm 77 cùng các đơn vị khác của Đệ Thất hạm đội băng qua eo biển Đài Loan tiến xuống biển Hoa Đông, nơi máy bay của chúng diễu hành bên trên đảo Đài Loan nhằm khích lệ tinh thần phe Quốc Dân Đảng. Sau cuộc biểu dương sức mạnh này, lực lượng quay trở lại vùng biển Triều Tiên ba ngày sau đó, kịp thời để hỗ trợ cho lực lượng trên bộ đang chiến đấu. Chiếc tàu sân bay giúp duy trì ưu thế trên không, và gây nhiều thiệt hại cho lực lượng đối phương tấn công trong mùa Xuân năm 1951.
Philippine Sea rời khu vực chiến sự tại vùng biển Triều Tiên để quay trở về nhà, về đến San Francisco vào ngày 9 tháng 6, 1951. Nó được bảo trì trong xưởng tàu, và sau đó là những hoạt động huấn luyện dọc theo vùng bờ Tây, cho đến khi nó rời San Diego vào ngày 31 tháng 12 để hướng sang khu vực Tây Thái Bình Dương. Đi đến Trân Châu Cảng vào ngày 8 tháng 1, 1952, nó lại tiếp tục hành trình để đi sang Yokosuka, Nhật Bản, đến nơi vào ngày 20 tháng 1. Những hoạt động đáng chú ý của con tàu trong lượt bố trí này bao gồm cuộc tấn công đập Sui-ho cùng những hoạt động tấn công phối hợp tại Bình Nhưỡng.
Philippine Sea quay trở về San Diego vào tháng 8, 1952. Con tàu được xếp lại lớp như một tàu sân bay tấn công với ký hiệu lườn CVA-47 vào tháng 10. Sau khi đón nhận Không đoàn Tàu sân bay 9 lên tàu, nó lại lên đường để một lần nữa đi sang Viễn Đông vào đầu tháng 12, 1952. Các phi vụ không kích từ chiếc tàu sân bay đã phá hoại các tuyến đường vận tải và tiếp liệu của đối phương.

### Sau Chiến tranh Triều Tiên
Philippine Sea về đến Căn cứ Không lực Hải quân Alameda vào ngày 14 tháng 8, 1953, nơi nó tiễn Không đoàn Tàu sân bay 9 rời tàu, rồi đi đến Xưởng hải quân Hunters Point để đại tu. Công việc sửa chữa hoàn tất vào ngày 9 tháng 1, 1954, khi chiếc tàu sân bay tiến hành hoạt động huấn luyện thường lệ dọc bờ biển San Diego. Nó lại lên đường vào ngày 12 tháng 3 cho lượt phục vụ thứ tư tại Viễn Đông. Đang khi có mặt tại khu vực Manila vào cuối tháng 7, một cuộc khủng hoảng đã xảy ra khi máy bay tiêm kích Lavochkin La-9 của Trung Cộng đã bắn rơi một máy bay chở hành khách Douglas DC-4 của hãng Cathay-Pacific Airways gần đảo Hải Nam ngoài khơi bờ biển Trung Hoa, tin rằng đó là một máy bay quân sự của Đài Loan. Philippine Sea được lệnh ra khơi trong một nỗ lực tìm kiếm những hành khách có thể còn sống sót. Đang khi tìm kiếm, một tốp máy bay Skyraider của con tàu lại bị hai máy bay đối phương tấn công. Những chiếc Skyraider đã bắn trả và bắn hạ cả hai đối thủ, trong một sự kiện được gọi không chính thức là "Sự kiện Hải Nam".

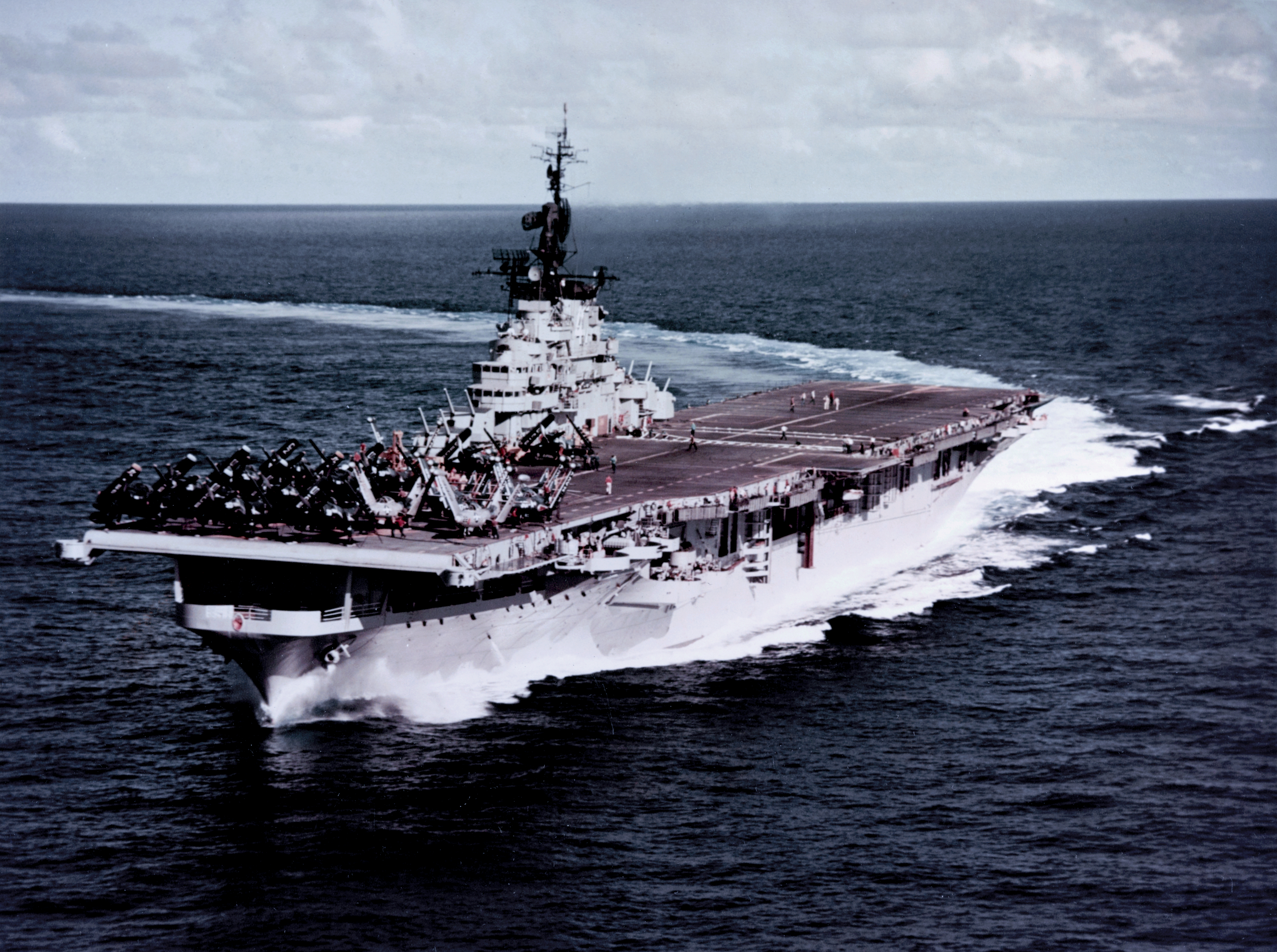
Philippine Sea vào năm 1955

Philippine Sea quay trở về San Diego, California vào tháng 11, và ở lại vùng bờ Tây trong bốn tháng, tiến hành những hoạt động huấn luyện dọc theo bờ biển California. Nó lên đường bất đầu chuyến biệt phái thứ năm sang Viễn Đông vào ngày 1 tháng 4, 1955 hướng đến Yokosuka, và đã hoạt động tại vùng biển Nhật Bản, Okinawa và Đài Loan. Vào ngày 15 tháng 11, nó được xếp lại lớp như một tàu sân bay chống tàu ngầm với ký hiệu lườn CVS-47. Con tàu quay trở về San Diego vào ngày 23 tháng 11.
Sau một giai đoạn nghỉ ngơi và bảo trì, Philippine Sea tiến hành các hoạt động thường lệ ngoài khơi bờ biển Nam Californivà vùng biển Hawaii. Nó lại lên đường vào tháng 3, 1957 cho một lượt phục vụ khác tại khu vực Tây Thái Bình Dương kéo dài hơn hai tháng, rồi quay trở về San Diego vào giữa mùa Hè tiếp nối những hoạt động huấn luyện và thực tập tại vùng bờ Tây. Vào tháng 11, 1957, con tàu đã tham gia tìm kiếm chuyến bay Pan Am 7 bị mất tích trên đường bay đến Hawaii, và sau cùng đã phát hiện những mảnh vỡ của chiếc Boeing 377 Stratocruiser và một số thi thể của những người bị nạn; không ai trong số 36 hành khách và 8 thành viên thủy thủ đoàn sống sót.
Đến tháng 1, 1958, Philippine Sea khởi hành cho lượt phục vụ cuối cùng kéo dài sáu tháng tại Viễn Đông cùng Đệ Thất hạm đội, nó quay trở về San Diego vào ngày 15 tháng 7, và được chuẩn bị để ngừng hoạt động. Nó xuất biên chế vào ngày 28 tháng 12, 1958, và được đưa về Hạm đội Dự bị Thái Bình Dương tại Long Beach; và đang khi trong thành phần dự bị, nó được xếp lại lớp như một tàu vận chuyển máy bay với ký hiệu lườn AVT-11 vào ngày 15 tháng 5, 1959. Tên nó được cho rút khỏi danh sách Đăng bạ Hải quân vào ngày 1 tháng 12, 1969; và con tàu bị bán cho hãng Zidell Explorations Corp. tại Portland, Oregon vào ngày 23 tháng 3, 1971 để tháo dỡ. Chiếc chuông của con tàu hiện đang được lưu giữ tại Bath, Maine.

## Phần thưởng
Philippine Sea được tặng thưởng chín Ngôi sao Chiến trận do thành tích phục vụ trong Chiến tranh Triều Tiên.
|  |  |                                                                     |
|  |  | Silver star · Bronze star · Bronze star · Bronze star · Bronze star |
|  |  |                                                                     |

| Đơn vị Tuyên Dương Hải quân             | Huân chương Phục vụ Trung Hoa                | Huân chương Chiến thắng Thế Chiến II                              |
| Huân chương Phục vụ Chiếm đóng Hải quân | Huân chương Phục vụ Phòng vệ Quốc gia        | Huân chương Phục vụ Triều Tiên với 9 Ngôi sao Chiến trận          |
| Huân chương Phục vụ Nam Cực             | Huân chương Liên Hợp Quốc Phục vụ Triều Tiên | Huân chương Phục vụ Chiến tranh Triều Tiên (Hàn Quốc) (truy tặng) |